# Centrodora dorsati
Centrodora dorsati är en stekelart som beskrevs av Mercet 1930. Centrodora dorsati ingår i släktet Centrodora och familjen växtlussteklar.
Artens utbredningsområde är:
- Tjeckien.
- Slovakien.
- Ungern.
- Polen.
- Sverige.

Arten är reproducerande i Sverige. Inga underarter finns listade.